# Westerlund 1-20
Westerlund 1-20 (förkortat Wd 1-20 eller bara W20) är en röd superjätte (RSG) belägen i superstjärnhopen Westerlund 1 i norra delen av stjärnbilden Altaret. Dess radie beräknades vara omkring 965 solradier (6,72 × 108 km, 4,48 AE), vilket gör den till en av de största stjärnorna som hittills upptäckts (2012). Detta motsvarar en volym som är 899 miljoner gånger större än solen. Om fotosfären i Westerlund 1-20 placeras i mitten av solsystemet skulle den nästan nå Jupiters omloppsbana.
Stjärnan klassificeras som en ljusstark sval superjätte som avger det mesta av sin energi i det infraröda spektrumet. W20 ligger i det övre högra hörnet av Hertzsprung-Russell-diagrammet. Baserat på en effektiv temperatur på 3 500 K, den bolometriska ljusstyrkan på 126 000 gånger solens och den effektiva soltemperaturen på 5 772 K, kan dess radie beräknas med hjälp av Stefan-Boltzmanns lag:
{\displaystyle {\sqrt {\left({\frac {5772}{3500}}\right)^{4}\cdot 125893}}\approx 964.98\ R_{\odot }}
Westerlund 1-20 observerades ha en utsträckt, kometformad nebulosa, liknande den andra röda superjätten Westerlund 1 W26. Det är därför troligt att dess morfologi påverkades av antingen intragruppmediet eller klungvinden i Westerlund 1. Nebulosorna för både Westerlund 1-20 och Westerlund 1 W26 sträcker sig utåt från hopens kärna och är mest ljusa i inåtriktningen, vilket tyder på en utåtgående klungvind.